# 혜빈
혜빈(慧彬, 1996년 1월 12일 ~ )은 대한민국의 가수이며, 과거 걸 그룹 모모랜드의 일원이였다.

## 학력
- 효자초등학교 (졸업)
- 성복중학교 (졸업)
- 성복고등학교 (졸업)
- 서일대학교 영화영상예술학과 (재학)

## 출연작

### CF 광고
- 2014년 한국 피자 헛 (with 김창완 & 김옹 & 지수연)

### TV 프로그램
- 2016년 엠넷 SURVIVAL MOMOLAND를 찾아서
- 2017년 KBS 월드 더 뷰티
- 2018년 엠넷 모모랜드의 사이판랜드

### TV 시리즈
- 2017년 tvN 그녀는 거짓말을 너무 사랑해 ... 카메오

### 웹드라마
- 2024년 웹드라마 MZTI ... 오재희 역